# الن ژوتسف (بازیکن فوتبال، متولد ۱۹۸۸)
الن ژوتسف (اوکراینی: Алан Феліксович Дзуцев؛ زادهٔ ۲۴ دسامبر ۱۹۸۸) بازیکن فوتبال اهل اوکراین است.
از باشگاه‌هایی که در آن بازی کرده‌است می‌توان به باشگاه فوتبال دینامو جی‌تی‌سی استاوروپول اشاره کرد.